# Criminal Minded
Criminal Minded è l'album di debutto del gruppo hip hop statunitense dei Boogie Down Productions, l'unico di Scott La Rock dato che morì proprio nel 1987. Il disco, considerato molto influente in ambito Hip hop, contiene dei sample di brani di James Brown, The Beatles, Billy Joel e AC/DC, e qualche influenza del dancehall reggae.
Nel 2003 l'album è stato inserito alla posizione numero 444 nella lista dei migliori 500 album di sempre redatta dalla rivista Rolling Stone.

## Descrizione
La produzione dell'album è accreditata a Blastmaster KRS-One (Lawrence Krisna Parker) e DJ Scott La Rock (Scott Sterling), con ringraziamenti speciali a Ced-Gee (Cedric Miller) degli Ultramagnetic MCs sul retro di copertina. L'album fu certificato disco d'oro dalla RIAA.
La copertina, che mostra Parker e Sterling circondati da un arsenale di armi da fuoco, fu la prima di un disco hip-hop distribuito da una major a figurare membri del gruppo che brandiscono armi. L'album contiene inoltre svariati pezzi ritenuti "seminali" nell'hardcore hip-hop come 9mm Goes Bang, uno dei primi rap ad essere basato sul racconto in prima persona da parte di un criminale, e Remix for P Is Free, che narra dettagliatamente l'incontro con una prostituta tossicodipendente. I brani South Bronx, un inno all'omonimo distretto di New York, e The Bridge Is Over hanno acceso la rivalità contro MC Shan e la Juice Crew su quale fosse stata la vera "culla" dell'hip hop.
Le note interne di Criminal Minded includono la dedica: "Pace a Ron Nelson e alla Toronto posse". Questa è un evidente riferimento al coinvolgimento dei BDP nella scena hip hop di Toronto degli anni ottanta, che produsse artisti come Michie Mee, Dream Warriors e Maestro Fresh Wes.

## Controversie
Inizialmente, l'album vendette qualche centinaia di copie in ambito locale; e la relazione tra il gruppo e la B-Boy Records si deteriorò velocemente quando l'etichetta, guidata da Jack Allen e Bill Kamarra, tardò a pagare le royalties. Fu anche intentata una causa per inadempienza dei pagamenti, che alla fine fu risolta in maniera extra giudiziaria. Avendo lasciato la B-Boy Records, fu Ice-T a presentare i BDP a Benny Medina della Warner Bros. Records, capo della divisione black music dell'etichetta, che accettò prontamente di mettere sotto contratto il duo. Tuttavia, l'accordo venne rescisso in seguito alla morte di La Rock.
All'epoca, Sterling aveva stretto amicizia con un adolescente del quartiere di nome Derrick "D-Nice" Jones, che spesso faceva beatboxing per il gruppo. Una sera, Jones fu aggredito da alcuni teppisti locali e poco dopo chiamò Sterling per chiedergli aiuto. Il giorno dopo, Sterling e un gruppo di suoi amici si recarono a cercare i teppisti colpevoli dell'aggressione per vendicarsi. L'intenzione di Sterling era quella di cercare di mediare le parti, ma uno dei teppisti tirò fuori una pistola e cominciò a sparare a caso. Nella confusione che ne seguì, Sterling fu colpito al collo. Gravemente ferito, morì un'ora dopo in ospedale.
La Warner Bros. ritirò l'accordo discografico all'indomani della morte di Sterling. Parker, tuttavia, decise che il gruppo non doveva sciogliersi. Qualche amico fu portato nel collettivo, inclusi la moglie di Parker Ms. Melodie e suo fratello Kenny Parker, con cui si era appena ricongiunto. Il co-produttore di Criminal Minded Lee Smith venne scaricato da Parker mentre questi era in cerca di un accordo discografico. Firmando con la Jive/RCA Records, Parker incise otto album per quell'etichetta in un periodo di 10 anni, abbandonando infine il nome Boogie Down Productions per intraprendere la carriera di rapper solista.
Nel frattempo, Criminal Minded divenne notoriamente molto difficile da trovare, fuori catalogo per anni. Alla fine, l'etichetta indipendente LandSpeed Records di Boston acquistò i diritti del catalogo della B-Boy Records, e ristampò l'album nel 2002. Una versione estesa dello stesso, intitolata The Best of B-Boy Records: Boogie Down Productions include versioni più lunghe dei brani dell'album e vari singoli a 12" dell'epoca. Nel 2006 Criminal Minded è stato nuovamente ristampato, questa volta nella versione originale, quando la LandSpeed diventò Traffic Entertainment Group.

## Accoglienza
| Recensione                    | Giudizio |
| ----------------------------- | -------- |
| AllMusic                      | [ 1 ]    |
| Christgau's Record Guide      | B+       |
| Encyclopedia of Popular Music | [ 9 ]    |
| The Great Rock Discography    | 8/10     |
| Music Story                   | [ 10 ]   |
| MusicHound R&B                | [ 10 ]   |
| RapReviews                    | 9/10     |
| The Rolling Stone Album Guide | [ 12 ]   |
| The Source                    | [ 13 ]   |
| Spin Alternative Record Guide | 10/10    |

Criminal Minded fu accolto da recensioni generalmente favorevoli da parte della critica. Recensendo l'album nel 1988 per The Village Voice, Robert Christgau scrisse:
Nel 1998 Criminal Minded fu selezionato dalla rivista The Source come uno dei migliori 100 album rap. Nel 1999 Vibe lo incluse nella sua lista dei 100 album essenziali del XX secolo, e nel 2002, la stessa rivista lo posizionò al terzo posto nella lista "Top 10 Rap Albums". Nel 2003 l'album fu inserito alla posizione numero 444 nella lista dei migliori 500 album di sempre redatta dalla rivista Rolling Stone.
La rivista Complex indicò la canzone South Bronx al quindicesimo posto nella classifica delle 50 migliori diss song hip hop di sempre.
Nel 2017 il rapper MC Ren citò Criminal Minded quale suo album hip hop preferito in assoluto.

## Tracce
Musiche di Ced-Gee (tracce 1-2, 4, 6-10), Scott La Rock (tracce 1-11), KRS-One (tracce 1-10), Partner Lee Smith (tracce 2-4, 6 e 8).
1. Poetry – 5:01
2. South Bronx – 5:10
3. 9mm Goes Bang – 4:19
4. Word from Our Sponsor – 5:55
5. Elementary – 4:07
6. Dope Beat – 5:12
7. Remix for P is Free – 4:20
8. The Bridge Is Over – 3:26
9. Super-Hoe – 5:30
10. Criminal Minded – 5:17
11. Scott LaRock Mega-Mix – 6:49

## Classifiche
| Classifica (1987)         | Posizione massima |
| ------------------------- | ----------------- |
| US Top R&B/Hip-Hop Albums | 73                |